# إيلي بريمر
إيلي بريمر (بالإنجليزية: Eli Bremer) هو ضابط أمريكي، ولد في 31 مايو 1978.

## وصلات خارجية
- الموقع الرسمي
- إيلي بريمر على موقع الاتحاد الدولي للخماسي الحديث (الإنجليزية)
- إيلي بريمر على موقع اللجنة الأولمبية الدولية (الإنجليزية)
- إيلي بريمر على موقع أوليمبيديا (الإنجليزية)